# Музей истории города (Лейпциг)
Лейпцигский музей истории города (нем. Stadtgeschichtliches Museum Leipzig) — городской исторический музей немецкого города Лейпциг в федеральной земле Саксония, посвящённый становлению и развитию города, начиная с периода раннего Средневековья и вплоть до наших дней.
Наряду с основной площадкой в здании Старой ратуши и расположенного по соседству современного многофункционального комплекса нем. Haus Böttchergäßchen, в состав музея входят Памятник Битве народов с «Форумом 1813», Дом-музей Шиллера, Музей кофе в здании «Цум арабишен кофе баум», здание Старой биржи, а также Музей спорта.

## История
История музея восходит к 1867 году, когда был основано Лейпцигское историческое общество (нем. Verein für die Geschichte Leipzigs), поставившее себе целью не только исследование истории города, но и сохранение значимых архитектурных памятников и установку мемориальных досок. В то же самое время Историческое общество активно собирало артефакты, имеющие отношение к истории Лейпцига; при этом его коллекция росла настолько быстрыми темпами, что уже к 1873 году она насчитывала порядка 5600 предметов. После ряда переездов в 1889 году в старом здании госпиталя св. Иоанна была, наконец, открыта первая постоянная выставка.
18 декабря 1906 года Историческое общество приняло решение передать свою коллекцию в собственность города ввиду запланированного открытия городского исторического музея.
Постановление городского совета об открытии музея в только что перестроенном здании Старой ратуши последовало в ноябре 1908 года, и уже летом следующего 1909 года силами Музея ремесленно-прикладного искусства здесь была открыта первая экспозиция, посвящённая 500-летнему юбилею университета. Первым директором музея был назначен Альбрехт Курцвелли (нем. Albrecht Kurzwelly, 1868—1917), который прежде был председателем Исторического общества и заместителем директора Музея прикладного искусства. Идея Курцвелли сделать упор на тематическую презентацию объектов, вместо чисто хронологической, сохраняет свою актуальность и по сей день.
Летом 1943 года из-за нараставшей военной опасности большая часть коллекции была эвакуирована из Лейпцига, что оказалось верным решением: в ходе массированной авиабомбардировки города 4 декабря 1943 года крыша и башня Старой ратуши были повреждены прямым попаданием фугасных снарядов. Лишь благодаря устроенным в 1909 году бетонным перекрытиям пламя пожара не затронуло основные помещения. По окончании войны здание Старой ратуши стало одним из первых восстановленных в Лейпциге, хотя официальное повторное открытие исторического музея состоялось только в мае 1952 года.
В 1960 году музей городской истории был объединён с Музеем истории рабочего движения, располагавшимся в здании Имперского суда, и в начале 1970-х годов превратился в городской музейный комбинат, в состав которого вошли также Дом-музей Шиллера, Памятник Битве народов с выставочным павильоном, здание Старой биржи, мемориальная квартира Ленина на улице Rosa-Luxemburg-Straße 19-21, мемориал газеты «Искра» на улице Russenstraße 48 и мемориальная квартира Карла Либкнехта в Южном передместье. В 1977 году в качестве филиала был открыт специализированный Музей спорта, и, наконец, в 1980 году в его ведение перешёл Дом-музей Гёшена в Гримме.

Логотип музея

Мирная революция и Объединение Германии принесли музею многочисленные структурные изменения: в 1990 году музей вернул своё историческое имя нем. Stadtgeschichtliches Museum Leipzig; в 1991 году были ликвидированы мемориал «Искры» и памятная квартира Ленина, а также закрыт для посещения Музей спорта (продолжает действовать в качестве информационно-документационного центра). В то же самое время в состав музея был передан нем. Torhaus Dölitz с его значимой коллекцией оловянных фигур (вплоть до 1998 года). В 1992 году был закрыт мемориал Карла Либкнехта (позднее здание перешло к СДПГ и известно сегодня как Дом Либкнехта). В середине 1990-х годов был закрыт выставочный павильон в парке у Памятника Битве народов, взамен в 1999 году в одном из флигелей памятника была организована новая выставочная площадка Forum 1813. Также в 1999 году был открыт Музей кофе в историческом здании «Цум арабишен кофе баум». Поскольку помещения на первом этаже Старой ратуши — следуя исторической традиции — были отданы под торговлю, к 2004 году было возведено новое многофункциональное здание на улице Böttchergäßchen 3, где разместились дирекция, архивы, библиотека и отделение музейной педагогики, а также дополнительные выставочные площади для временных выставок.
В настоящее время в состав музея городской истории входят, в общей сложности, восемь крупных объектов, при этом его коллекция насчитывает более 500 000 предметов, из которых порядка 340 000 оцифрованы и доступны для работы онлайн. Активную финансовую поддержку музею оказывает «Общество Иеронима Лоттера» (нем. Hieronymus-Lotter-Gesellschaft e.V.), названное в память бывшего бургомистра города, при котором была возведена Старая ратуша.

## Директора музея
- 1909—1917: Альбрехт Курцвелли
- 1918—1945: Фридрих Шульце
- 1945: Вальтер Ланге
- 1946—1948: Феликс Гюнтер
- 1949—1971: Хайнц Фюслер
- 1971—1979: Лотар Венцель
- 1979—1996: Клаус Золь
- 1996—2019: Фолькер Родекамп
- с 04.2019: Ансельм Хартингер

## Галерея: филиалы музея истории города

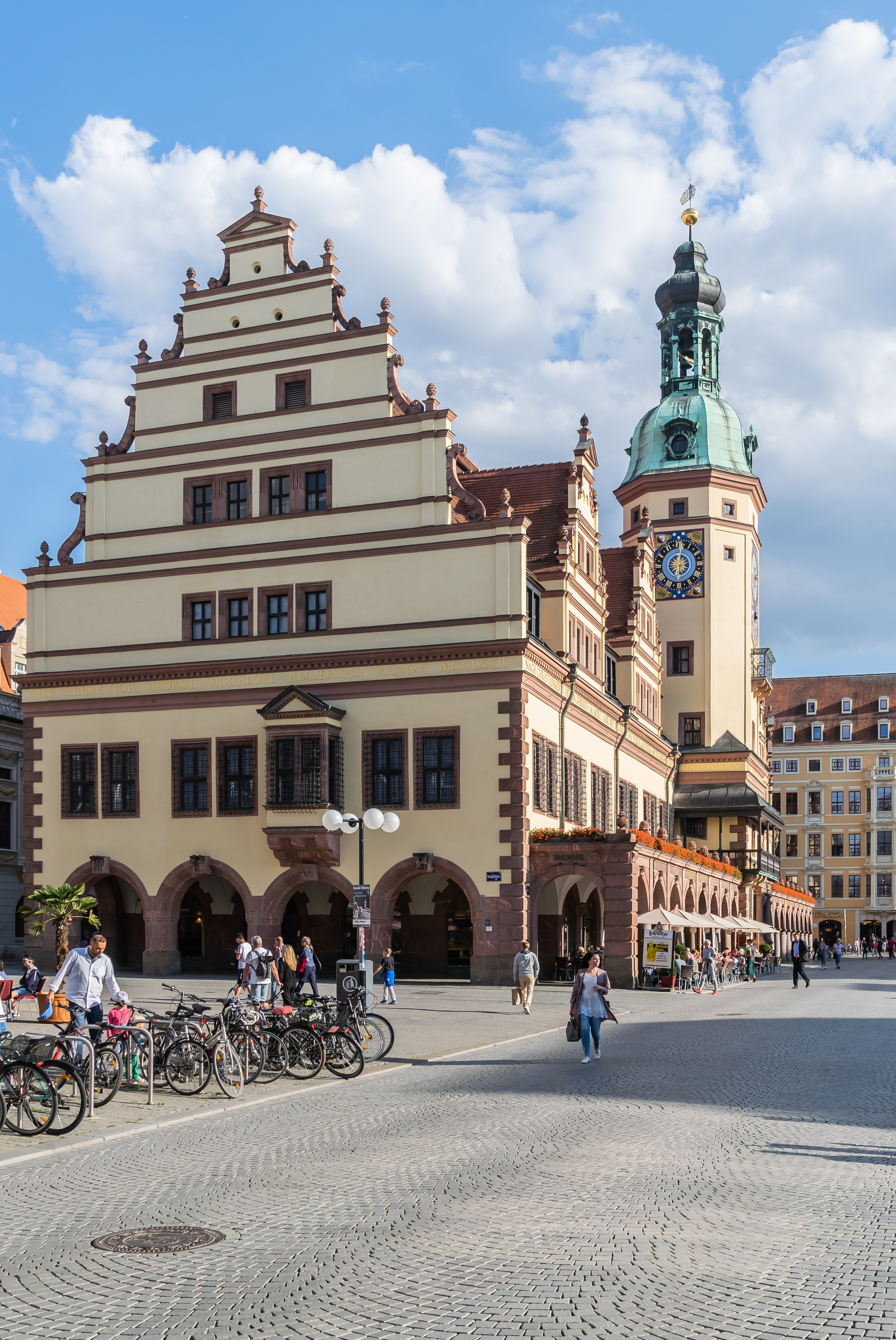
Старая ратуша
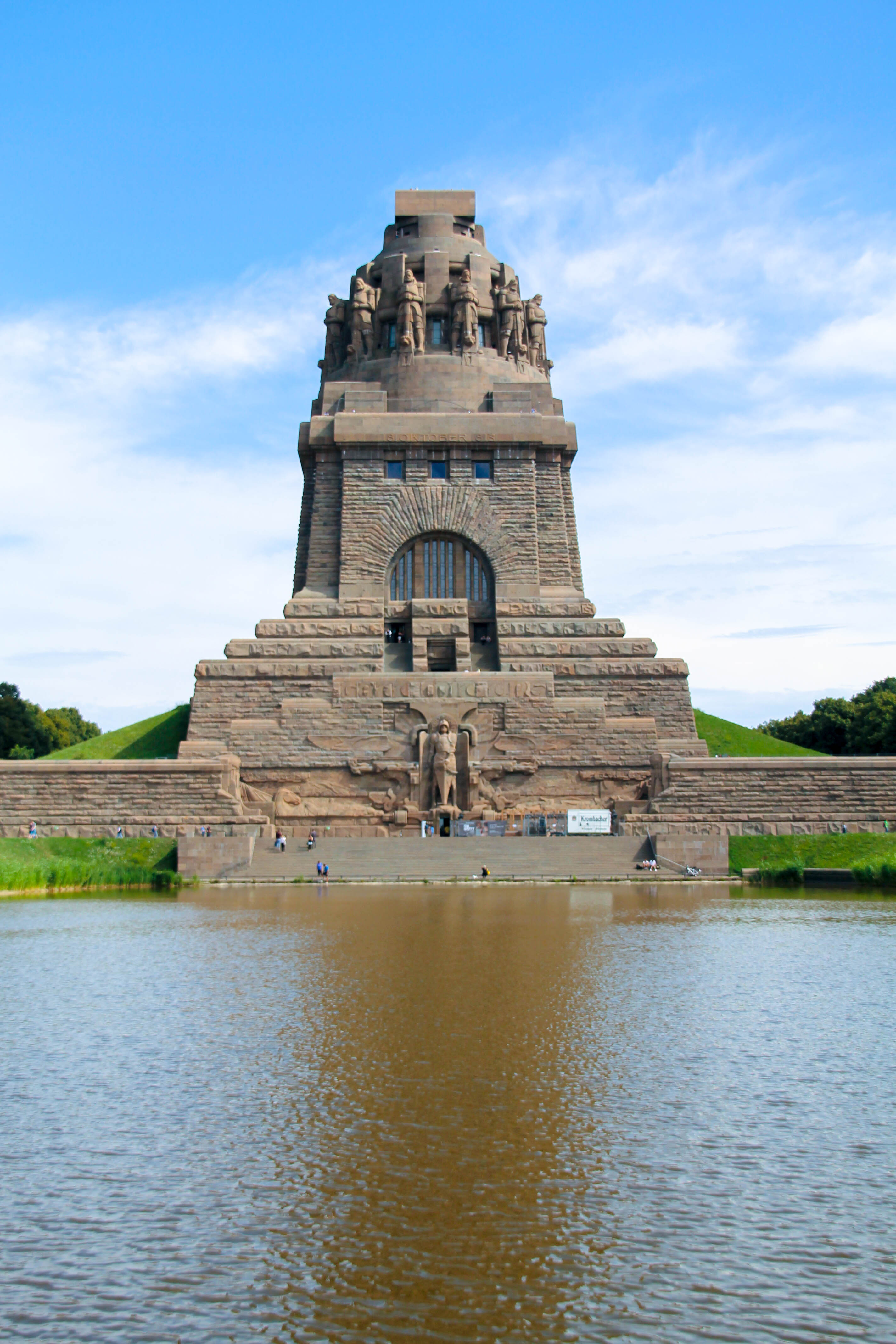
Памятник Битве народов
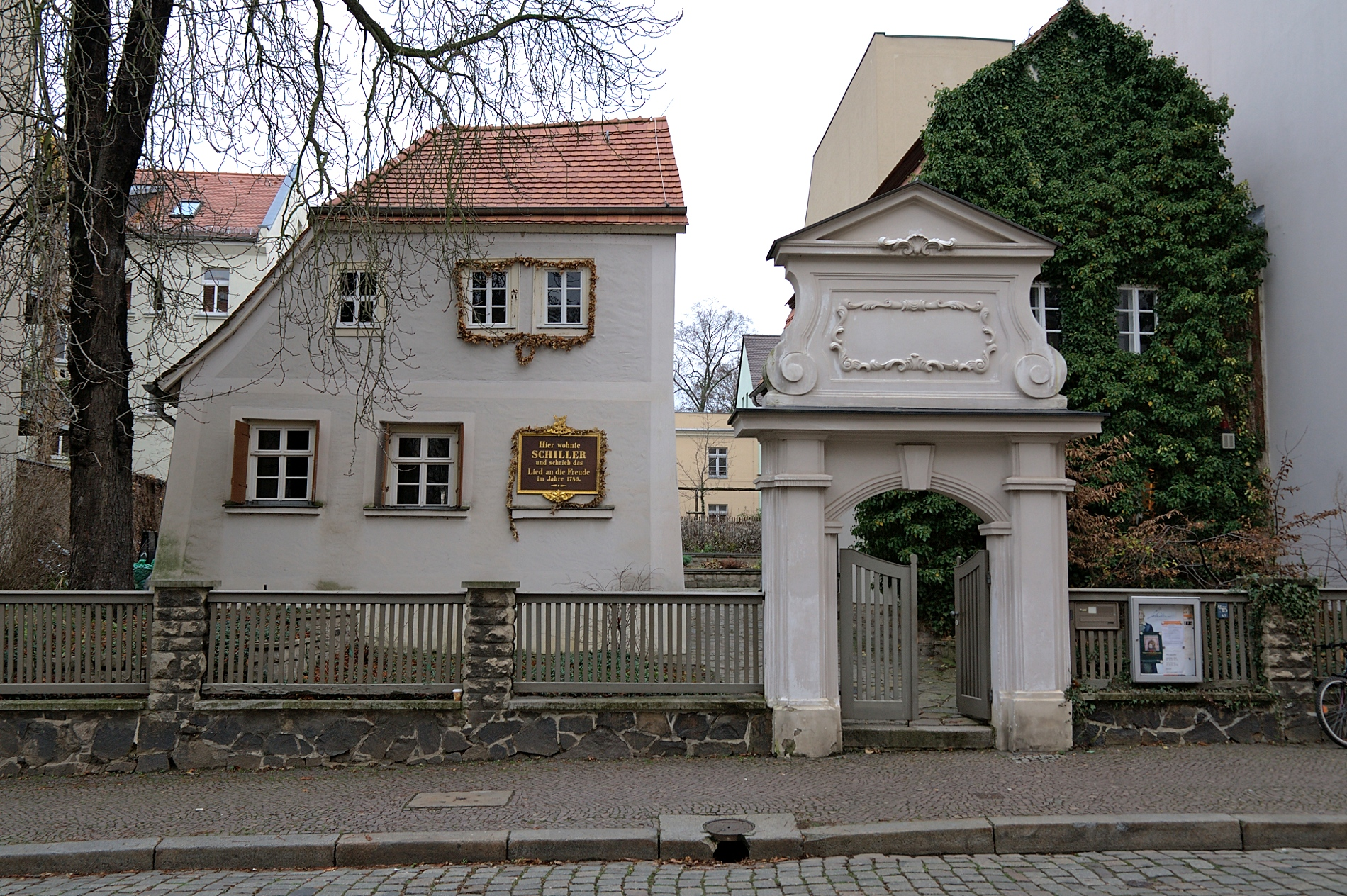
Дом-музей Шиллера
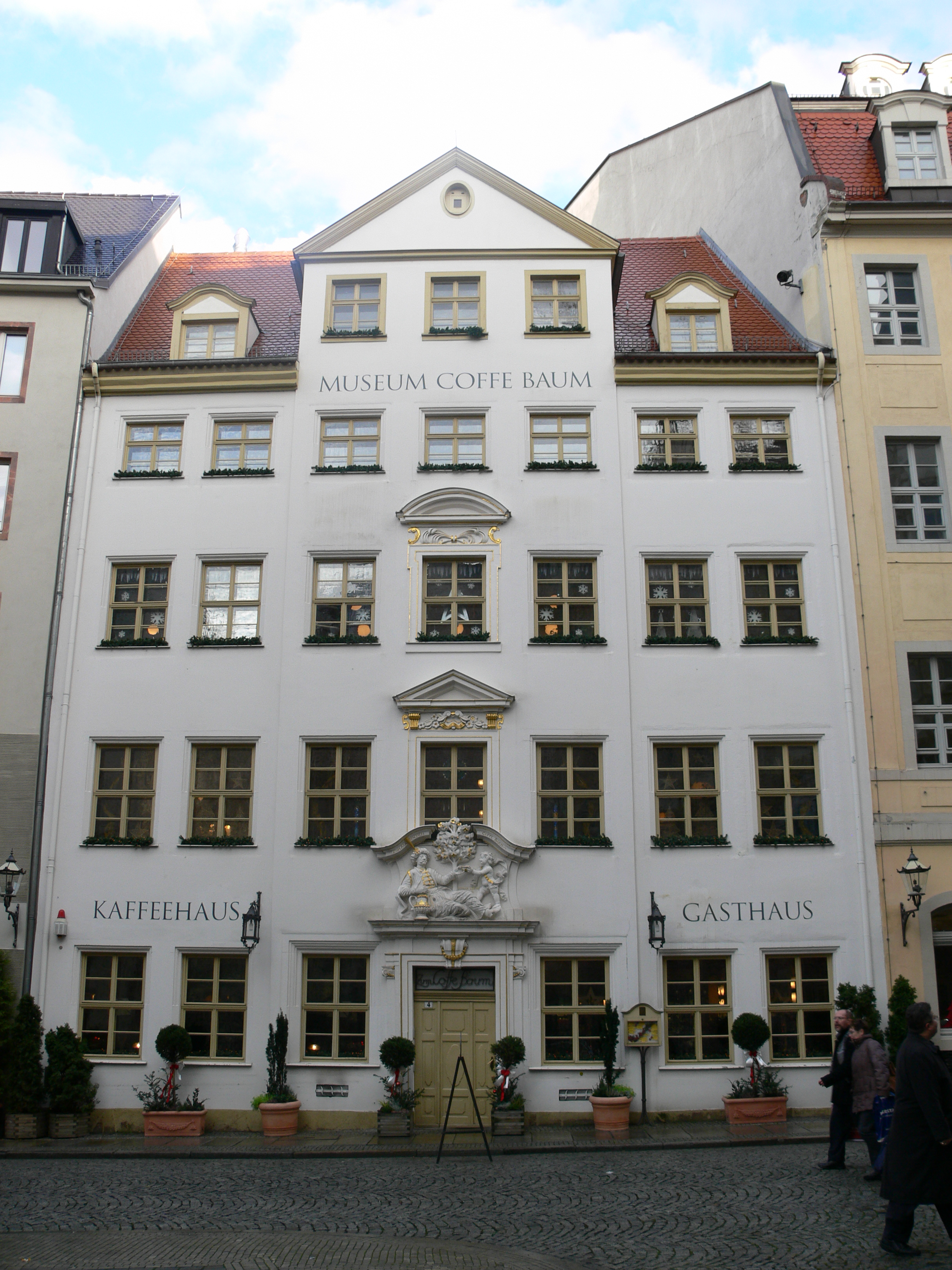
Цум арабишен кофе баум
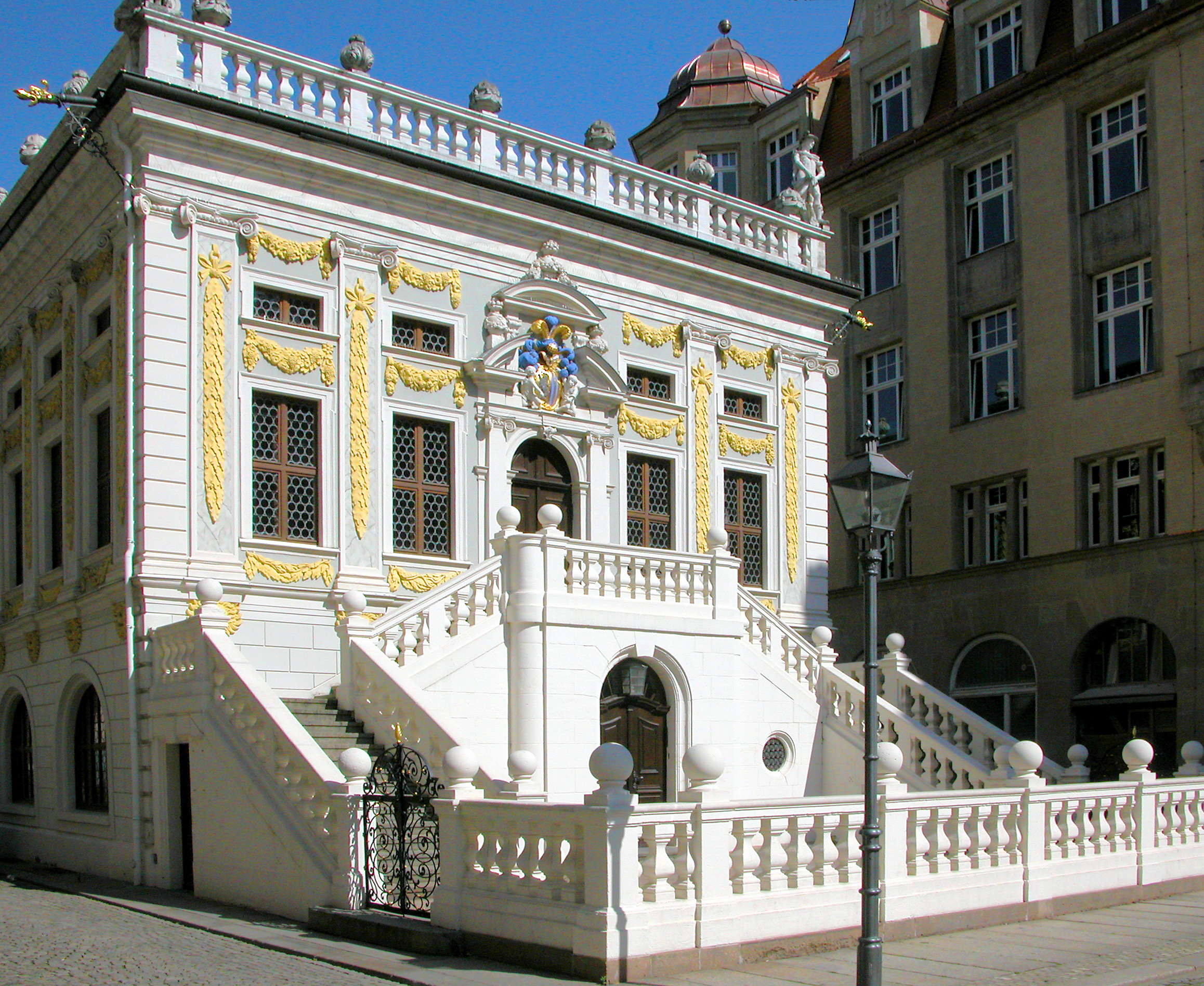
Старая биржа
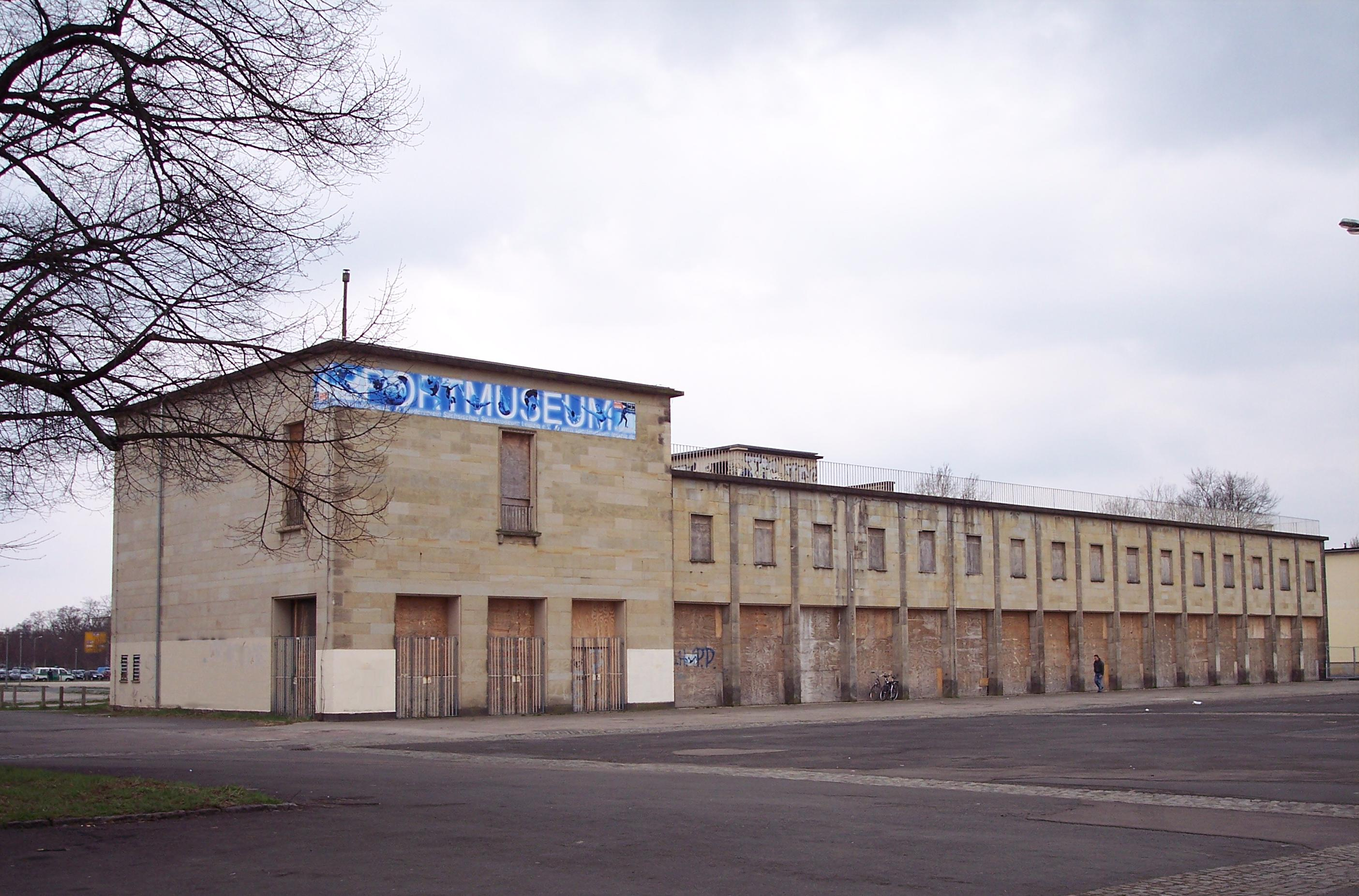
Музей спорта в бывшей трибюне плавательного бассейна